# جناح الحشرة

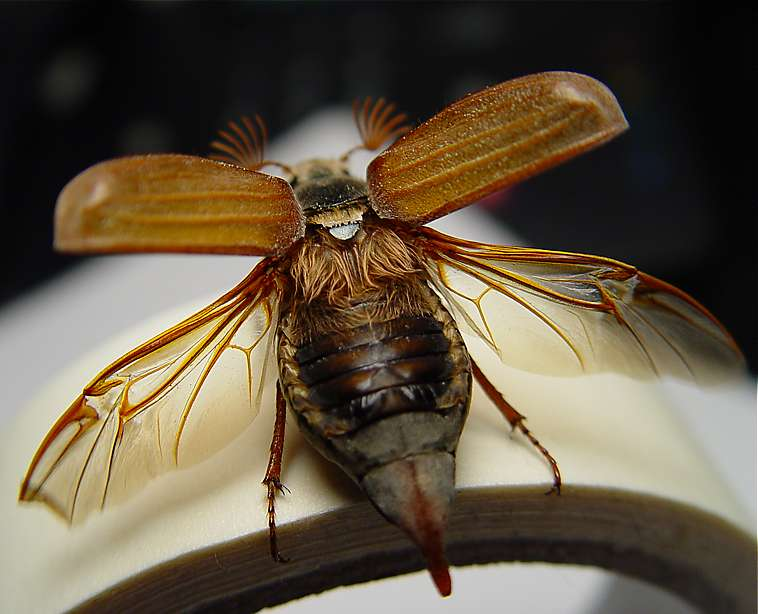
الغمد يحمي الروشن (جناح حشرة)

جناح الحشرة أو العرق البینیي أو الرَّوْشَن (جمع: رواشن) هو جُزء مُكتمل النمو ممتد من الهيكل الخارجي لأجسام الحشرات المجنحة والتي تستخدمها هذه الحشرات للطيران، تتكون أجنحة الحشرات عادةً من زوج أجنحة خلفيّة وزوج أجنحة أمامية، بعض الحشرات تفتقر إلى الأجنحة الخلفية وتعتمد بالطيران فقط على زوج أجنحة امامية، تحتوي عادةً هذه الأجنحة على عروق طويلة تُشكل خلايا مُغلقة في الغشاء. بعض المجموعات تملك أجنحة في جنس واحد فقط (وأغلب الأحيان يكون في الذكور) مثل النمل المخملي وملتويات الأجنحة.